# Stenotarsus hispidus
Stenotarsus hispidus là một loài bọ cánh cứng trong họ Endomychidae. Loài này được Herbst miêu tả khoa học năm 1799.